# Myoporum sandwicense
Myoporum sandwicense, comunament conegut com a naio, sàndal bastard o falsa fusta de sàndal és una espècie de plantes de flor en la família de les Scrophulariaceae. És un arbust altament variable per la seva forma, la mida i la forma de les seves fulles, en nombre de flors en grup i en forma del seu fruit. És endèmica de Hawaii.

## Descripció
Myoporum sandwicense creix com a arbre petit, arbre gran o arbust nan, segons l'elevació i les condicions. Com a arbre petit, arriba a una alçada de 9 metres (30 ft) amb un diàmetre de tronc de 03 metres (9.8 ft). La naio més gran té una alçada de 18 metres (59 ft) i un diàmetre de tronc de 09 metres (30 ft).A la línia de l'arbre, el naio creix com a 0,6 metres d'arbust. L'escorça dels exemplars més vells és sovint fosca, rugosa i solcada. Les fulles estan disposades alternativament, sovint amuntegades a prop dels extrems de les tiges, majoritàriament de 60–135 mil·limetres (2–5 in) llarg, 11–25 mil·limetres (0.4–1 in) ampla, el·líptica en forma de llança i amb una vena mitjana distinta a la superfície inferior.
Les flors són presents durant tot l'any i estan ordenades en grups de 2 a 6 en axils de fulles en tiges de 4.5–18 mil·limetres (0.2–0.7 in) de llarg. Són en forma de campana tubular amb una olor fragant i hi ha 5 sèpals en forma de llança i 5 pètals que formen el tub. El tub és generalment blanc o rosat amb taques més fosques a la base dels lòbuls i el tub sol ser de 1.5–3.5 mil·limetres (0.06–0.1 in) de llarg amb lòbuls aproximadament de la mateixa longitud. El fruit és una drupa blanca cerosa que fa 8 mil·limetres (0.31 in) de diàmetre, sucós i amarg al gust. Els fruits solen assecar-se i romandre enganxats a la branca.

## Distribució i hàbitat
La distribució de M. sandwicense en els Estats Units és limitat a l'estat de Hawaii. Dins de l'estat, és trobat damunt tot de les illes importants a alçats de nivell de mar a 2,380 metres (7,810 ft). El Naio pot ser trobat en una varietat d'hàbitats, inclosos matolls baixos, boscos secs, boscos mesic i boscos humits, però és més freqüent en arbusts subalpins

## Usos

### Usos indígenes
La fusta de textura finíssima de M. sandwicense és dura i té una gravetat específica de 0,55. Els nadius de Hawaii, que la van anomenar fusta ʻ aka, el van utilitzar per fer manu (arc i peces dels extrems ornamentals popa) i pale (bordes) per a wa'a (canoes), pou (pals de la casa), jaja caʻ (xarxa de pesca espaiadors), i lamalama (torxes cremant llarg de la nit de pesca).

### Horticultura
El M. sandwicense pot ser conreat utilitzant les llavors que van separar de la fruita - el temps de germinació mitjà varia per informes però és més generalment anotat mentre agafant entre sis i divuit mesos. La propagació per esqueixos i capficat d'aire és també possible.

### Altres usos
Durant un curt període del segle xix, després que la majoria ʻ ʻIliahi (Santalum freycinetianum) s'hagués collit, el naio fou exportat a la Xina, on fou convertit en encens i cremat a les cases Joss. No obstant això, a diferència de la veritable fusta de sàndal, la fusta de naio no conserva el seu aroma durant llargs períodes, com en mobles.